# Cichlasoma stenozonum
Cichlasoma stenozonum és una espècie de peix de la família dels cíclids i de l'ordre dels perciformes.

## Morfologia
Els mascles poden assolir els 11 cm de longitud total.

## Distribució geogràfica
Es troba al vessant atlàntic del sud de Mèxic.